# 赵厚麟
赵厚麟（1950年—），男，江苏高邮人，中国信息通信技术工程师，曾任国际电信联盟秘书长。

## 荣誉

### 外国勋章奖章
- 圣阿加莎大十字勋章（義大利語：Ordine di Sant'Agata）（圣马力诺，2019年3月14日于圣马力诺颁授[3]）
- 国家荣誉金勋章（卢旺达，2022年6月14日颁发[4]）